# Vanua Levu
Vanua Levu är en ö i Fiji. Det är den näst största ön i landet efter Viti Levu. Vanua Levu har en area på 5 500 km² och 130 000 invånare. Öns största orter är Labasa och Savusavu. Huvudnäringen på ön är sockerrör. Det krävs inget visum för att resa till ön som svensk medborgare. 